# 高度计

圖示展示了一個具有三根指針的靈敏航空高度計顯示当前高度为10,180英尺

高度计是用来测量物體水平高度，即海拔的工具。高度的测量被称为测高，與測深，即測量水下深度類似。

## 氣壓高度計

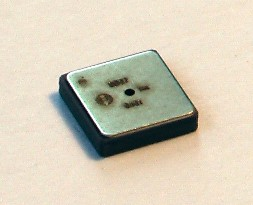
裝載於消費類電子產品內的數字氣壓計，可用於測量海拔高度

海 拔高度可通過測量大氣壓得到。當一隻氣壓表被標上與海拔高度的氣壓一致的非線性刻度時，這個氣壓表即可被稱爲氣壓高度計或大氣高度計。氣壓高度計是在飛機 上最常見的高度計，而跳傘玩家也常使用綁在腰上的氣壓高度計來做類似用途。登山者常用繫在手腕上或手持式的高度計以幫助他們使用地圖、指南針或GPS定位。
氣壓高度計的校準可以使用以下公式進行：
{\displaystyle z=c\;T\;\log(P_{o}/P),}
此時 c 為常數， T 為絕對溫度， P 為在高度 z 處的氣壓，而 P0 為在海平面處的大氣壓。常數 c 與重力加速度和空氣的摩爾質量相關。
但是，由於氣壓高度計基於“密度高度”，而所指示的數值可以在受到類似冷鋒面氣流衝擊等而發生瞬時氣壓改變時輕易產生數百英尺的誤差。

### 在登山運動上的應用
一 隻氣壓高度計在與等高線地圖共同使用時可以幫助確認當前的地理位置。通常情況下，氣壓高度計在用於測量海拔時，比起GPS高度計要更加可靠並且準確，因为 GPS高度計在例如峽谷底部等地可能不可用，或在例如所有可用卫星都在地平线附近时给出具有极大误差的数据。而由於大氣壓會隨著天氣的變化而變化，因此登 山者需要每到一個已知的高度時，例如到達路線交叉點或於等高線地圖上標明的峰頂時就重新校準氣壓高度計。

### 在飛機上的應用

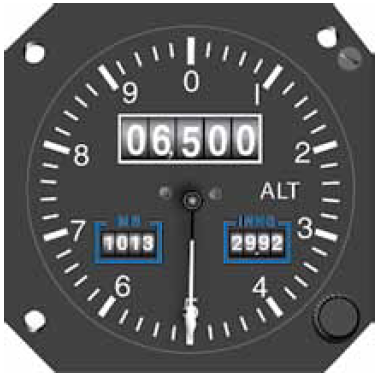
鼓形機載高度計簡圖，在左下角和右下角可見科爾斯曼窗口

在飛機上，一個無液氣壓計通過機身外部的全静压系统測量大氣壓。大气压会随着高度的提升而下降，其关系在海平面附近約为每提高800米，大气压下降100百帕，或者每上升1000英呎，大氣壓下降1in-Hg（1英吋水银柱）。
飛機上的無液氣壓計是經過校準以直接將大氣壓以海拔高度的方式顯示出來的，其數值轉化公式與由國際標準大氣（ISA）定義的一個數學模型一致。舊的飛機使用一個簡單的，只有一根指針的無液氣壓計來 指示高度，之後發展爲一個類似鐘面的，具有一根主指針和一根或更多副指針的無液氣壓計，每一根指針指示當前海拔高度的一位數字。但是由於這種指針設計極易導致飛行員在壓力下誤讀當前海拔高度而被淘汰。取而代之的是鼓形高度計，最後一個採用模擬儀表盤的高度計。鼓形高度計中的一根指針每轉一圈指示1000英 呎，而千位數及以上則直接顯示於一個里程錶式的鼓形錶盤上面。此時飛行員需要先讀鼓上顯示的千位數，再讀針指示的百位數。目前現代飛機上的模擬高度計均爲鼓形錶盤設計。高度計的最新版本則是在電子飛行儀表系統中的數字海拔顯示器。這項技術緩慢地滲透入民航和軍機中，而現在已經成爲了通用航空飛機的一項標準。
現代飛機使用一種被稱爲“靈敏高度計”的高度計。在此類高度計中，海平面參考大氣壓可以使用一個設置旋鈕來調節。海平面參考大氣壓在加拿大與美國使用毫米汞柱爲單位，在其他地方使用百帕斯卡（毫巴）做單位，並且在高度計下方的科爾斯曼窗口中顯示。這種設計是極爲必要的，因爲海平面參考大氣壓是會隨時隨着時間、溫度和氣壓系統在大氣中的移動而改變的。

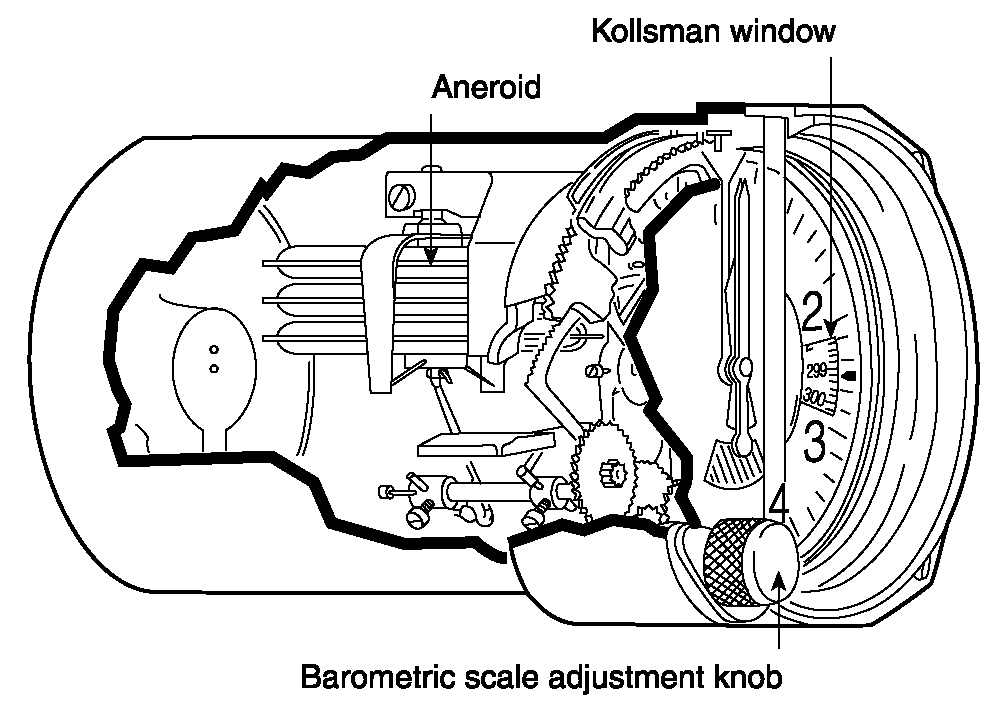
敏感機載氣壓計的內部構造示意圖

在航空術語中，當地海平面氣壓被稱爲“QFE”或“高度計設定值”，而另一個可以被用於校正高度計至一個特定的機場的氣壓值則被稱爲QNH,QNE。但是高度計卻無法根據氣溫的變化而校準。溫度的變化將如同ISA模型所描述的那樣導致飛機的高度計出現誤差。

## 在地面效应車輛中的使用
广泛的研究和实验证明相对于激光、各向同性或超声波测高计，“相无线电测高计”最适合地面效应車輛。

## 声波高度计
1931年,美国陆军航空队和通用电气测试了一款为飞机设计的声波高度计，在雨天或者雾天这款测高仪有着明显高于空气压力高度计的精确度。这款声波高度计采用了类似蝙蝠的高频声波来衡量飞机与地面的距离，并转换成以英尺表示的数值显示在飞机上的一个仪表盘里。

## 雷达高度计
雷达高度计测量高度的方法更加直接：通过计算一个无线电讯号从地面反射回来的时间来判断高度。现在雷达高度计一般用于商用或军用飞机降落时的高度测量和警告飞行员高度过低或者前方有上升地形。后者通常用于一些低空飞行的战斗机。

## 全球定位系统
全球定位系统接收器可以通过与四个或更多的卫星进行三边测量来判断高度。但在飞机上，如果不使用一些方法来提高精确度，全球定位系统本身的精确度并无法取代压力测高仪。在 徒步旅行或者登山时，我们经常可以发现全球定位系统测量的高度误差可以达到1000米以上。当所有可用的卫星都接近地平线时全球定位系统也会无法使用。

## 其他用途
高度計對於一些越野車來說是一個可以幫助導航定位的可選的組件。同時，一些高級轎車，例如19世紀30年代的達森伯格，也裝有氣壓計，即使他們並無意離開柏油路面。
登山運動員與跳傘運動員也會使用手持式高度計或在手腕上的高度計以確認當前高度。

## 外部連結
- MS5561C Micro Altimeter for GPS, 1m resolution （页面存档备份，存于）
- History of the Kollsman altimeter
- A Flash 8 based simulator for altimeter errors caused by variations in temperature and pressure （页面存档备份，存于）
- The use of altimeters in height measurement （页面存档备份，存于） – for hillwalkers
- Compact digital pressure sensor for altimeters
- Early use of barometers on surveys （页面存档备份，存于）
- The altimeter and the types of altitude （页面存档备份，存于）
- Evolution of the Modern Altimeter – Flight archive （页面存档备份，存于）